# Польза медицины
Польза медицины (арм. Օգուտ բժշկության, Огут бжшкутян) — один из основных трудов армянского врача XV века Амирдовлата Амасиаци, написанный в 1466—69 годах в Филиппополе. Посвящён теоретическим и практическим вопросам медицины.

## Структура и содержание

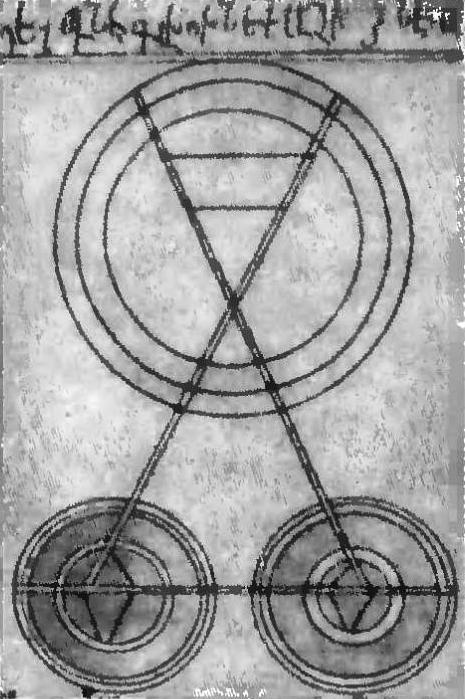
Иллюстрация зрительных нервов из рукописи «Пользы медицины»

Состоит из предисловия, двух основных частей и указательного списка.
Первая часть (главы 1—15) является обработкой более раннего труда Амирдовлата — «Учении медицины». Здесь автор касается теоретических вопросов медицины: даются определения врачебного искусства, основы «учения о четырёх элементах» и краткие замечания о диагностике, эмбриологии, гигиене, фармакологии и т. д..
Вторая часть (главы 16—224) посвящена клинической терапии болезней. В этой части систематизированно представлены клинические черты и методы лечения более 200 заболеваний: нервных, внутренних органов, половых, кожных, и т. д., а также разных лихорадок, ожогов, опухолей. Болезни разделены на два клинических подвида — острый и хронический. В труде даются множество ссылок на античных и восточных врачей. Наиболее оригинальный характер носит клиническая часть, где в систематизированном виде приводятся методы лекарственного и диетического лечения болезней различных органов и систем, а также лихорадок, злокачественных и доброкачественных опухолей, отравлений и кожных болезней. Особый интерес представляют разделы по онкологии, психотерапии, офтальмологии и некоторых инфекционных болезней (туберкулёз, чума, малярия, и т. д.), которые основаны на жизненном опыте автора и показывают его оригинальные подходы. Согласно «Большой медицинской энциклопедии», в этом труде обобщены собственные наблюдения Амирдовлата и данные мировой медицинской литературы, и в ней содержится прогноз всех известных средневековой медицине заболеваний.
В работе автор поддерживает взгляды Мхитара Гераци о «плесневом» факторе инфекционных заболеваний и происхождении рака. Развивая «плесневую» теорию, он внёс значительный в лечение растительными средствами инфекционных и аллергических лихорадок, и сумел глубже проникнуть в сущность злокачественной опухоли, самым характерным признаком которой он считал «стремительный, непрерывный рост», ведущий к истощению организма (кахексии).
В посвященных офтальмологии главах описаны такие болезни как катаракта, глаукома, злокачественная опухоль глаза, а также инфецкионные заболевания — конъюнктивит, блефарит, кератит. Описаны операции по поводу осложнений трахомы, крыловидной плевы, врождённых уродств, и т. д.. В разделе о трахоме подробно детализирована её клиническая симптоматология, включая осложнения, приводящие к нарушению зрительной функции, вплоть до слепоты. В ранних стадиях развития катаракты рекомендуется диетическое и лекарственное лечение, и только при наличии зрелой катаракты — оперативное удаление. Офтальмологическим болезням и их лечениям отделены в общей сложности 20 глав.
32 главы посвящены нервно-психическим болезням, описаны клиническая симптоматология при опухоли мозга, мигрени, менингите, гипертонической болезни, атеросклерозе, судорогах, слабоумии, шизофрении, параличе лицевого нерва, инсульте, потери памяти, и т. д., особенно ценны сведения о симптомах мании, меланхолии, депрессии, бессонницы и эпилепсии. В этих главах чувствуется влияние «Лечебника Гагика-Хетума». Заслугой автора здесь является детальная разработка вопросов лекарственной терапии заболеваний нервной системы и психической сферы.
Оториноларингологическим заболеваниям посвящены в общей сложности 15 глав: 6 — уха, 5 — носа, 4 — горла. Описаны нарушение слуха, воспаление уха, носовые полипы, ангина, и т. д..
В гинекологической части исследованы нарушение менструального цикла, язвы и опухоли половых органов, причины бесплодия, подробно описана структура чрева, его роль и деятельность во время беременности и родов. Уделяется внимание вопросам гигиены во время полового акта.

## Рукописи и издания
Труд в основном сохранился в рукописях XVII—XVIII веков. В Матенадаране хранятся семь экземпляров (№ 414, 453, 5847, 6888, 7731, 7752, 8052). Важнейшим из них является рукопись № 414 (Марзван, 1626 год), скомпилированный по заказу известного врача Буниата Себастаци. Именно эта рукопись и легла в основу критического издания труда.
издание
Амирдовлат Амасиаци. Польза медицины = Օգուտ բժշկութեան / ред. С. Малхасянц. — Ереван: Армфан, 1940. — 578 с.

## Галерея
Страницы из Константинопольской рукописи 1772 года

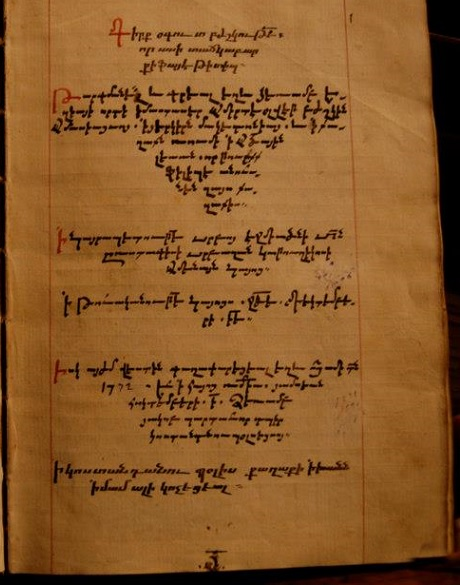
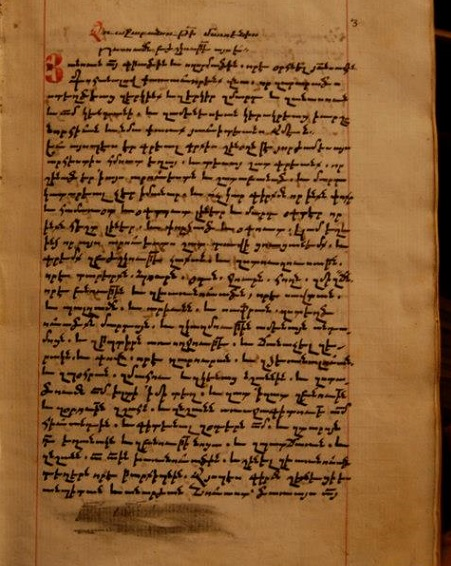
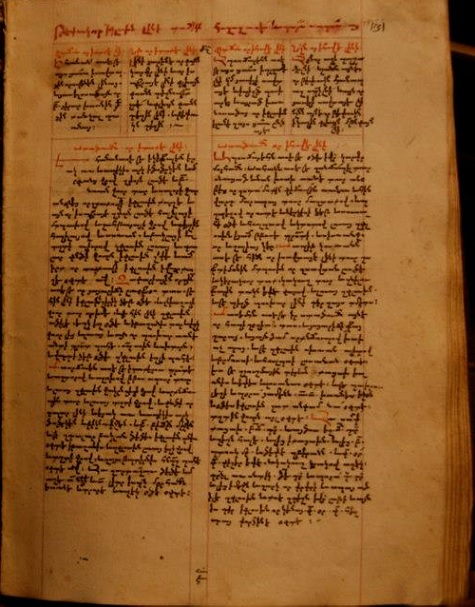
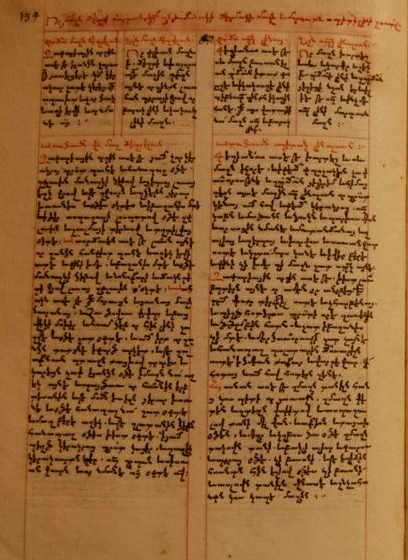
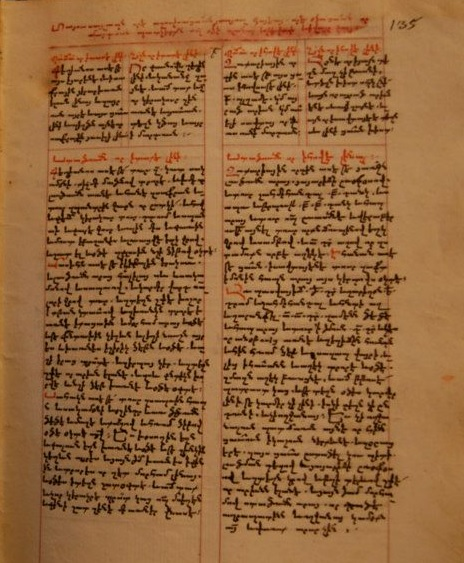
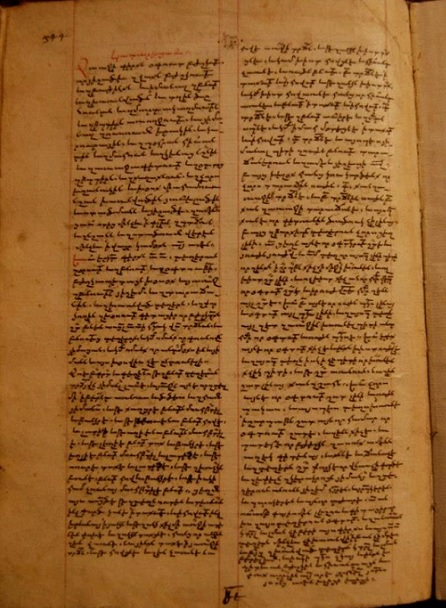